# Syndroom van Williams
Het syndroom van Williams, ook wel Williams-Beurensyndroom, is een aangeboren ontwikkelingsstoornis die gekenmerkt wordt door een verstandelijke handicap en bepaalde gelaatstrekken en die vaak gepaard gaat met afwijkingen van de grote slagaders. Het syndroom wordt veroorzaakt door een deletie in chromosoom 7 (q11-23).

## Geschiedenis en naam
In 1961 beschreef de Nieuw-Zeelandse cardioloog J.C.P. Williams vier kinderen met een vernauwing van het begin van de grote lichaamsslagader, die veel en graag praatten en een elfengezicht hadden. In 1962 beschreef de Duitse kindercardioloog Beuren nog drie kinderen met dezelfde verschijnselen. In 1964 wees Beuren erop dat er ook vaak vernauwingen van de longslagaders voorkomen. In 1993 werd ontdekt dat bij mensen met dit syndroom het elastine-gen slechts eenmaal voorkomt, in plaats van tweemaal. In de jaren daarna werd de oorzaak van het syndroom steeds preciezer omschreven, een ontbrekend gedeelte van de lange arm van chromosoom 7. Nadat de genetische oorzaak was gevonden, vond een genetisering of herijking van de klinische diagnostische criteria en nosologie plaats en bleek een deel van de mensen die wel voldeed aan de eerdere klinische criteria de microdeletie niet te hebben en andersom.

## Oorzaak en erfelijkheid
Ongeveer 1 op de 7.500-20.000 mensen wordt geboren met het syndroom van Williams. De oorzaak is dat een stukje van de lange arm van chromosoom 7 ontbreekt, namelijk het gen 7q11-23. Tot de 20 genen die zich normaliter op dit gedeelte bevinden, behoort ook het gen dat codeert voor elastine, een belangrijk bestanddeel van de wand van slagaders. Dit verklaart de afwijkingen aan de bloedvaten; de verstandelijke handicap wordt waarschijnlijk veroorzaakt door het ontbreken van enkele van de andere genen zoals het gen dat codeert voor LIM-kinase. In de meeste gevallen ontstaat deze chromosoomafwijking nieuw bij de vorming van de eicel of zaadcel en is de patiënt vaak de eerste in zijn familie. Als iemand met dit syndroom zelf kinderen krijgt, bestaat er een kans van 50% op overerving.

## Verschijnselen
- Als baby zijn er vaak voedingsproblemen en is er vaak sprake van een groeiachterstand.
- Soms is op de babyleeftijd het calciumgehalte van het bloed te hoog (hypercalciëmie) met als gevolg onder andere onrust en obstipatie.
- Het karakteristieke uiterlijk wordt bij het ouder worden duidelijker: kleine kin, dikke lippen, kleine, iets opstaande neus, krullend haar (dat vroeg grijs wordt), breed voorhoofd.
- Mensen met het syndroom van Williams zijn erg sociaal gericht, en praten graag. Deze sociale vaardigheden zijn verder ontwikkeld dan het begrip, waardoor deze mensen dikwijls overschat worden. Kinderen met het syndroom van Williams zijn vaak muzikaal. De motorische ontwikkeling blijft vaak achter. Mensen met het syndroom kunnen ook goed gezichten herkennen en zijn meestal goed in taal.
- Er is sprake van een verstandelijke beperking die in ernst varieert. Een normaal IQ kan echter voorkomen.
- De meeste patiënten met het syndroom van Williams hebben een vernauwing van de aorta (supravalvulaire aortastenose), van de longslagaders of van de slagader naar de nieren.

## Behandeling
Vijftien procent van de patiënten met het syndroom van Williams heeft een hypercalciëmie. Er zijn aanwijzingen voor een samenhang met de vitamine D-stofwisseling, maar de resultaten van wetenschappelijk onderzoek zijn tegenstrijdig. De succesvolle behandeling van een aantal patiënten met pamidronaat, een medicijn dat het excessief vrijmaken van calcium uit bot tegengaat, wijst op een ontregeling van de vitamine D-stofwisseling in deze patiënten.